# Ватрасуди

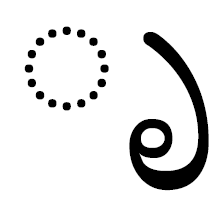

Ватрасуди, ватрапасуди (телугу круглый), в каннада отрусули — внутристрочный диакритический знак письменностей каннада, малаялам и телугу, являющийся огласовкой полугласной буквы рукараму/рикараву, встречается в словах санскритского происхождения.
Пример: కృష్ణుడు — Кришна.

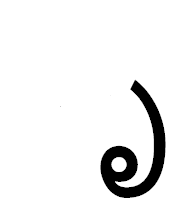
Каннаданская отрусули
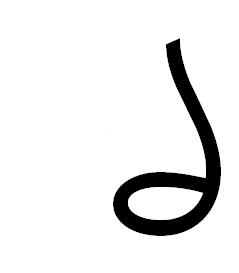
Малаяламский ватрасуди